# Fondazione Tito Balestra
La Fondazione "Tito Balestra" è un museo italiano d'arte moderna e contemporanea, situato nei locali del Castello Malatestiano di Longiano. Al suo interno ospita una delle raccolte d'arte moderna e contemporanea più ricche dell'Emilia-Romagna.

## Storia
La Fondazione è legata al nome di Tito Balestra, poeta tra i maggiori del Novecento italiano. La collezione di Tito Balestra raccoglie 2.300 opere d'arte del Novecento italiano, a parte qualche eccezione, con una prevalenza di dipinti e opere grafiche di Mino Maccari (1903), quasi un primo organico museo dell'artista toscano che copre gli anni di attività dal 1920 al 1976. La raccolta è senza dubbio una delle più ricche di tutta la regione Emilia-Romagna nel settore dell'arte contemporanea e rappresenta un grande spaccato di cultura visiva del secolo scorso. Una peculiarità della collezione è quella di essere nata grazie ai numerosi rapporti di scambio, di amicizia e di interessi culturali fra Tito Balestra e il mondo artistico del secondo dopoguerra. Tito Balestra era un collezionista non comune, con una sensibilità rara; passava ore, giorni a selezionare l'opera o l'oggetto che più lo interessava, senza in apparenza lasciare trapelare nulla, poi, con una abilità straordinaria e una lucida determinazione, riusciva quasi sempre ad ottenere quello che aveva mirato. Refrattario al mercato e alle mode, attraverso il suo collezionare ha integrato visivamente la sua poetica, ha lasciato non solo una testimonianza di quel mondo e delle sue amicizie, ma una traccia profonda del suo percorso di uomo e di poeta. Nella collezione non ci sono stonature o sbavature, ovunque troviamo corrispondenze coerenti a quanto detto. Dopo la morte di Tito nel 1976, accogliendo il suo desiderio che la collezione non fosse smembrata, il fratelli Romano, Giorgio, Piero e Laura ed alcuni amici, fra i quali, Giuseppe Appella, Enzo Dalla Chiesa, Mino Maccari, Gino Montesanto, Amelio Roccamonte, Vanni Scheiwiller, contribuirono affinché Anna Maria De Agazio, moglie di Tito, fosse rassicurata sul fatto che un progetto per mantenere unita la collezione ed eventualmente renderla pubblica era possibile. Nel giugno del 1982, ad opera della famiglia, fu inaugurata la costituenda Fondazione Tito Balestra a Longiano, in una moderna costruzione, in Via Giovanni XXIII. Primo atto della futura Fondazione fu il riordino e la sistemazione della collezione a cura di Giuseppe Appella, il quale inoltre curò il primo catalogo de La Collezione Balestra, con una selezione di artisti e di opere presenti in collezione. Nel 1986 Anna Maria De Agazio donò la collezione, in accordo con la famiglia di Tito, affinché fosse finalmente costituita la fondazione dedicata al marito, ad opera dell'amministrazione comunale di Longiano, grazie alla sensibilità e all'impegno dell'allora sindaco Giuseppe Canali. Nel 1989 la Fondazione Tito Balestra ottenne il riconoscimento giuridico dal Presidente della repubblica. Nello stesso anno, trasferito il municipio e terminati i lavori di restauro, la collezione fu collocata nell'attuale sede, all'interno del Castello Malatestiano. Nel giugno del 1991 fu approntata una selezione di circa quattrocento opere, in occasione dell'inaugurazione della nuova sede; da allora sono seguiti vari allestimenti che hanno reso possibile mostrare in ampia parte il patrimonio della collezione. Alla Fondazione partecipano, oltre l'Amministrazione Comunale, la Provincia di Forlì-Cesena, la Soprintendenza per i Beni Storici Artistici e Demoetnoantropologici di Bologna, alcuni familiari di Tito Balestra, la Fondazione Cassa di Risparmio di Cesena, la REN Romagna Energia, la Costruzioni e Impianti S.p.A. C.E.I.S.A., la Gommaria S.p.A., la Isoltema S.p.A., la I.V.A.S. S.p.A. e la Technogym S.p.A. .

## Patrimonio Artistico della Fondazione
All'interno della Fondazione si trova una cospicua raccolta di opere d'arte moderna e contemporanea appartenenti a vari artisti: Ugo Attardi, Tito Balestra, Luigi Bartolini, Sergio Birga, Victor Brauner, Massimo Campigli, Domenico Cantatore, Bruno Caruso, Leonardo Castellani, Sergio Ceccotti, Marc Chagall, Pietro Consagra, Carlo Corsi, Filippo de Pisis, Enotrio Pugliese, Eliano Fantuzzi, Riccardo Francalancia, Giorgio Gomirato, Francisco Goya Y Lucientes, Renato Guttuso, Erich Heckel, Oscar Kokoschka, Fernand Léger, Leo Longanesi, Mino Maccari, Mario Mafai, Gian Ruggero Manzoni, Giacomo Manzù, Marino Marini, Edolo Masci, Henri Matisse, Carlo Mattioli, Gastone Micheli, Giorgio Morandi, Ennio Morlotti, Marcello Muccini, Jorg Neitzert, Giò Pomodoro, Amelio Roccamonte, Ottone Rosai, Georges Rouault, Mario Sironi, Ardengo Soffici, Alberto Sughi, Nino Terziari, Francesco Trombadori, Giulio Turcato, Cy Twombly, Antonio Vangelli, Renzo Vespignani, Giuseppe Viviani, Antonio Zancanaro, Primo Zeglio, Alberto Ziveri. Oltre il patrimonio artistico originario donato all'allora costituenda Fondazione Tito Balestra, negli anni, ad opera delle attività della stessa e della generosità di alcuni amici di Tito e di qualche familiare, la collezione si è arricchita di circa mille opere (dipinti, sculture e opere grafiche) di artisti quali Assadour, Enrico Accatino, Tito Balestra, Enrico Baj, Amerigo Bartoli, Antonio Battistini, Arnaldo Battistoni, Remo Brindisi, Romolo Calciati, Felice Casorati, Leonardo Castellani, Arnoldo Ciarrocchi, Tano Citeroni, Enotrio Pugliese, Pericle Fazzini, Ilario Fioravanti, Lino Gentili, Franco Gentilini, Giulio Giulianelli, Aldo Gobbi, Giampiero Guerri, Pietro Guida, Tom Lyons, Mauro Masi, Fausto Melotti, Giovanni Sesto Menghi, Elio Morri, Giordano Perrelli, Walter Piacesi, Franco Poli, Domenico Rea, Gian Ruggero Manzoni, Nino Ricci, Amelio Roccamonte, Lalla Romano, Raimondo Rossi, Manlio Sarra, Angelo Savelli, Flaminia Siciliano, Leonardo Sinisgalli, Piergiorgio Spallacci, Alberto Sughi, Nino Tirinnanzi, Antonio Vangelli, Renzo Vespignani, Tono Zancanaro. All'interno della Fondazione si conservano anche l'archivio e la biblioteca di Tito Balestra che sono presenti solo in parte (circa 3500 titoli); infatti dopo la morte di Anna la ricca biblioteca è stata smembrata e l'archivio manomesso. L'archivio, oltre a un discreto epistolario, comprende appunti, manoscritti, dattiloscritti, articoli, fotografie e alcuni documenti. La biblioteca della Fondazione, costituita attraverso acquisizioni, donazioni e scambi librari dal 1991 ad oggi, conta 2500 titoli e presto sarà inserita nella rete bibliotecaria di Romagna.

## Attività della Fondazione

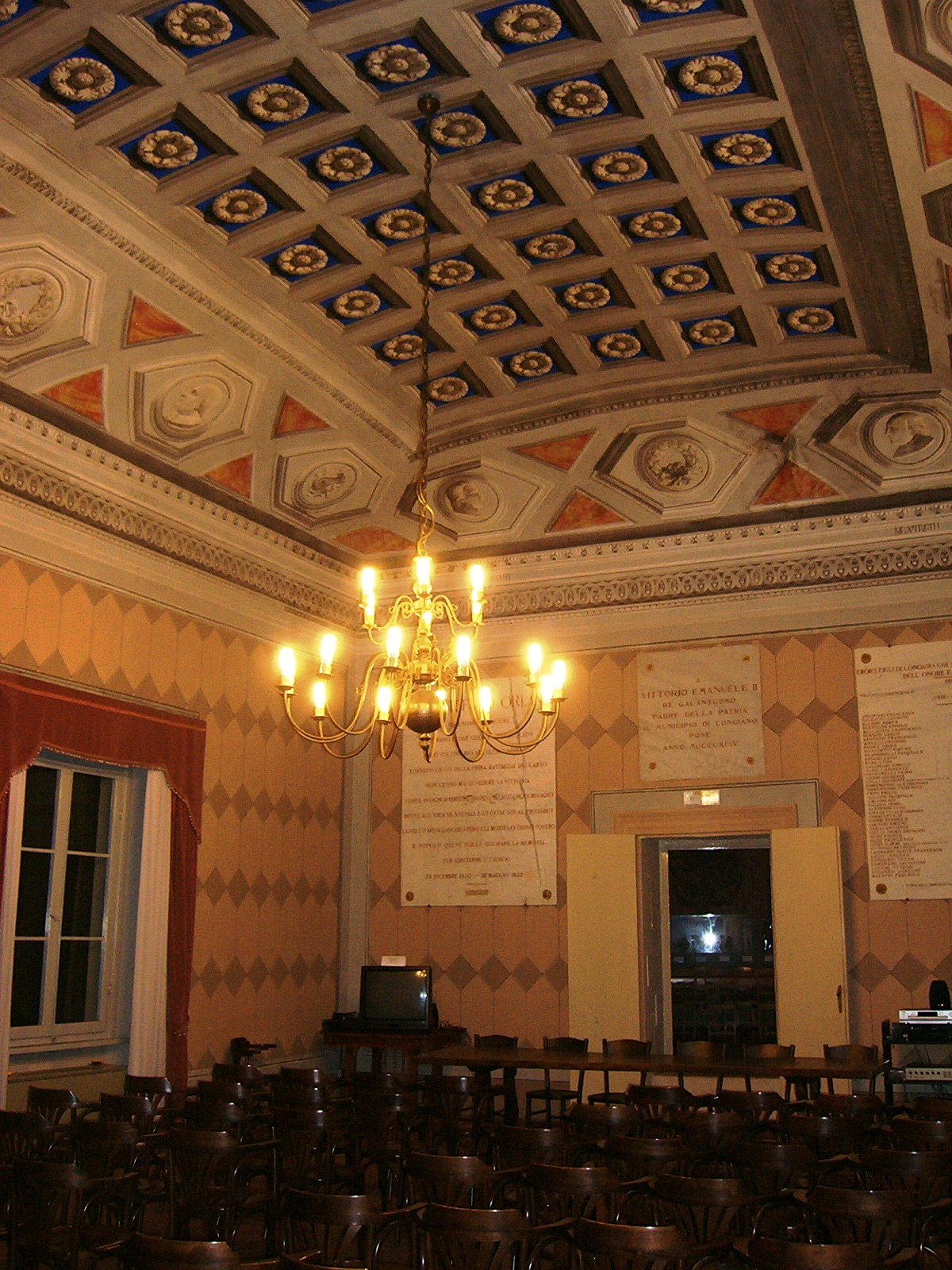
Sala dell'Arengo, dove si svolgono gli incontri e le inaugurazioni delle mostre della Fondazione

L'Ente, oltre a conservare ed incrementare il proprio patrimonio artistico, bibliografico e documentale, ha il fine di attuare iniziative per la conoscenza dell'opera grafica e delle arti visive contemporanee attraverso l'esposizione permanente di opere d'arte della collezione Balestra e la promozione di manifestazioni e di convegni con una particolare attenzione all'arte e alla cultura del Novecento. Dal 1991 ad oggi sono molte le attività percorse e proposte dalla Fondazione, ma fra queste ne ricordiamo alcune, per esempio le mostre "Tito Balestra - Mino Maccari, linoleum 1970-1975" (1993); "Lalla Romano, pitture, disegni, manoscritti e documenti" (1994); "Mario Luzi - Luciano Sampaoli, il tempo tra poesia e musica" (1996); "Gli Arcangeli, Francesco, Gaetano, Nino e Rosalba tra arte poesia e musica" (1996); "Ilario Fioravanti, esistenze ineffabili" (1996); "Antonio Vangelli, mostra antologica, opere dal 1946 al 1997" (1997); "Le donne di Mino Maccari nelle opere della collezione Balestra" (1998); "Renzo Vespignani, opera grafica, 1943 al 1983" (1999); "La realtà trasgredita, creatività e consapevolezza operativa" (2000); "Linoleografie ed epigrammi di Tito Balestra" (2003). La rassegna di arte, letteratura, musica "Sagge sono le Muse" che esordì nel 1993 è giunta, nel settembre 2007, alla quinta edizione, anche grazie alla collaborazione di artisti, musicisti, attori che hanno progettato e realizzato assieme alla Fondazione eventi originali, tra i quali si può ricordare "In Viaggio con Michel Butor" (2007). Un'altra attività di primo piano è la convegnistica con la quale si sono realizzati, fra gli altri, gli incontri su "Tito Balestra - Mino Maccari e la cultura del dopoguerra" (1993); "Musei e catalogazione verso l'informatizzazione del museo" (1994); "Ma l'Italia tutela i suoi artisti? La creatività tra formazione e legislazione" (1996); "Cuba la Isla Grande, arte, religione, letteratura, architettura e società" (2000); "Museo del futuro e futuro del museo" (2001); "IV intrattenimento della società di cultura metodologica operativa" (2001); l'incontro con Antonio Ria in occasione della giornata mondiale di poesia (21 marzo 2008); l'incontro con Marilena Pasquali in occasione della presentazione del libro "Giorgio Morandi saggi e ricerche" (1990-2007) e un corso di Tecnico di procedure informatizzate per la catalogazione di beni culturali (1993). Nel 1999 la Fondazione Tito Balestra, insieme ad alcuni esponenti della Scuola Operativa Italiana, ha costituito il CIDO (Centro Italiano di Didattica Operativa), con laboratori sperimentali didattici e spazi per la ricerca dei linguaggi espressivi, allo scopo di rendere la propria galleria d'arte non solo il luogo di conservazione delle opere, ma anche un'occasione per stimolare, con una particolare attenzione alle nuove generazioni, una «esistenza estetica» attraverso le emozioni e il confronto culturale.

## Esposizioni temporanee ed incontri tenuti alla Fondazione "Tito Balestra"
Questa lista è suscettibile di variazioni e potrebbe essere incompleta o non aggiornata.

- 1º maggio - 28 maggio 2008 Assadour – Acquarelli, disegni e incisioni (1967-2008)
- 1º maggio - 24 luglio 2008 Pericle Fazzini– Disegni e piccole sculture (1930-1986)
- 1º giugno - 24 luglio 2008 Giovanni Sesto Menghi – La vita e l'arte, ritrovamenti e scoperte
- 30 agosto - 8 dicembre 2008 Sagge sono le Muse, intermezzo 2008, rassegna di arte musica e poesia:
- 30 agosto - 30 settembre 2008 Mokichi Otsuka – Il sorriso interiore, sculture in terracotta ingobbiata
- 13 settembre - 30 settembre 2008 Mario Dondero – Una commedia umana, ritratti e reportage (mostra fotografica)
- 4 ottobre 2008 Lo Sdrucciolo Cuore che in me è ribelle, Letture da poetesse del novecento
- 19 ottobre 2008 incontro con Marilena Pasquali – I carteggi di Giorgio Morandi con Mino Maccari, Giacomo Manzù e Cesare Brandi
- 26 ottobre - 23 novembre 2008 Per Filo e per Segno – Stampe originali e libri dell'artista de Il Laboratorio/edizioni di Nola di Vittorio Avella e Antonio Sgambati
- 30 ottobre 2008 Gian Ruggero Manzoni – L'Ombra della Parola (mostra e incontro con l'autore)
- 8 novembre - 8 dicembre 2008 Pierre Leloup, Mylène Besson – Pas de Deux
- 10 dicembre 2008 - 15 gennaio 2009 Il Presepe Drammatico di Giacinto Cerone e una selezione di opere dal 1985 al 2004
- 24 gennaio - 15 marzo 2009 Leo Simoni – La Città degli Sguardi
- 16 aprile - 24 maggio 2009 Guido Strazza – Dipinti, disegni, sculture dal 1952 al 2008
- 7 giugno - 30 agosto 2009 Franco Gentilini – Opere dal 1942 al 1980
- 18 ottobre - 29 novembre 2009 Gianni Cestari – Viaggio Senza Mappa, tra Ariosto, Coronelli e Rosen tema del libro e del viaggio
- 12 dicembre 2009- 10 gennaio 2010 Il Presepe Celeste di Claudio Palmieri e sue trenta opere
- 30 maggio - 30 agosto 2010 Ricordo di Toti Scialoja
- 2 ottobre - 2 novembre 2010 Collezione 7x11 – La Poesia degli Artisti a cura di Marco Fazzini
- 11 dicembre 2010 - 9 gennaio 2011 venti opere e Il Presepe Dischiuso di Bruno Conte
- 14 maggio - 30 agosto 2011 Michel Butor Retour à Longiano, quattro mostre, una tavola rotonda e l'anteprima di un prestigioso volume
- 1º ottobre - 27 novembre 2011 L'Orlando Furioso nelle Tavole di Grazia Nidasio
- 17 dicembre 2011 - 8 gennaio 2012 Il Presepe Fiore e trenta opere di Enrico Pulsoni
- 28 aprile - 24 giugno 2012 Di Segni Incisi omaggio a Ilario Fioravanti
- 6 ottobre - 9 dicembre 2012 Leonardo Castellani, Incisioni e Opere su Carta (1930-1984)
- 15 dicembre 2012 - 24 febbraio 2013 Il Presepe Deserto di Luigi Teodosi e una selezione antologica di 30 carte
- 2 marzo - 19 giugno 2013 IL Selvaggio di Mino Maccari (1924-1943) nelle opere della collezione Balestra
- 28 settembre - 8 dicembre 2013 Giovanni Tamburelli (artista) Nel Disordine delle Cose, sculture, tappeti e acquerelli
- 14 dicembre 2013 - 12 gennaio 2014 Il Presepe Blu Notte e trenta opere di Guido Strazza
- 13 dicembre 2014 - 11 gennaio 2015 Il Presepe Luce di Peppino Mitarotonda e una selezione di opere in ceramica
- 28 febbraio - 30 aprile 2015 Non ero a Parigi, dipinti e disegni di Tinin Mantegazza, inaugurazione sabato 28 febbraio ore 17

## Altre Immagini

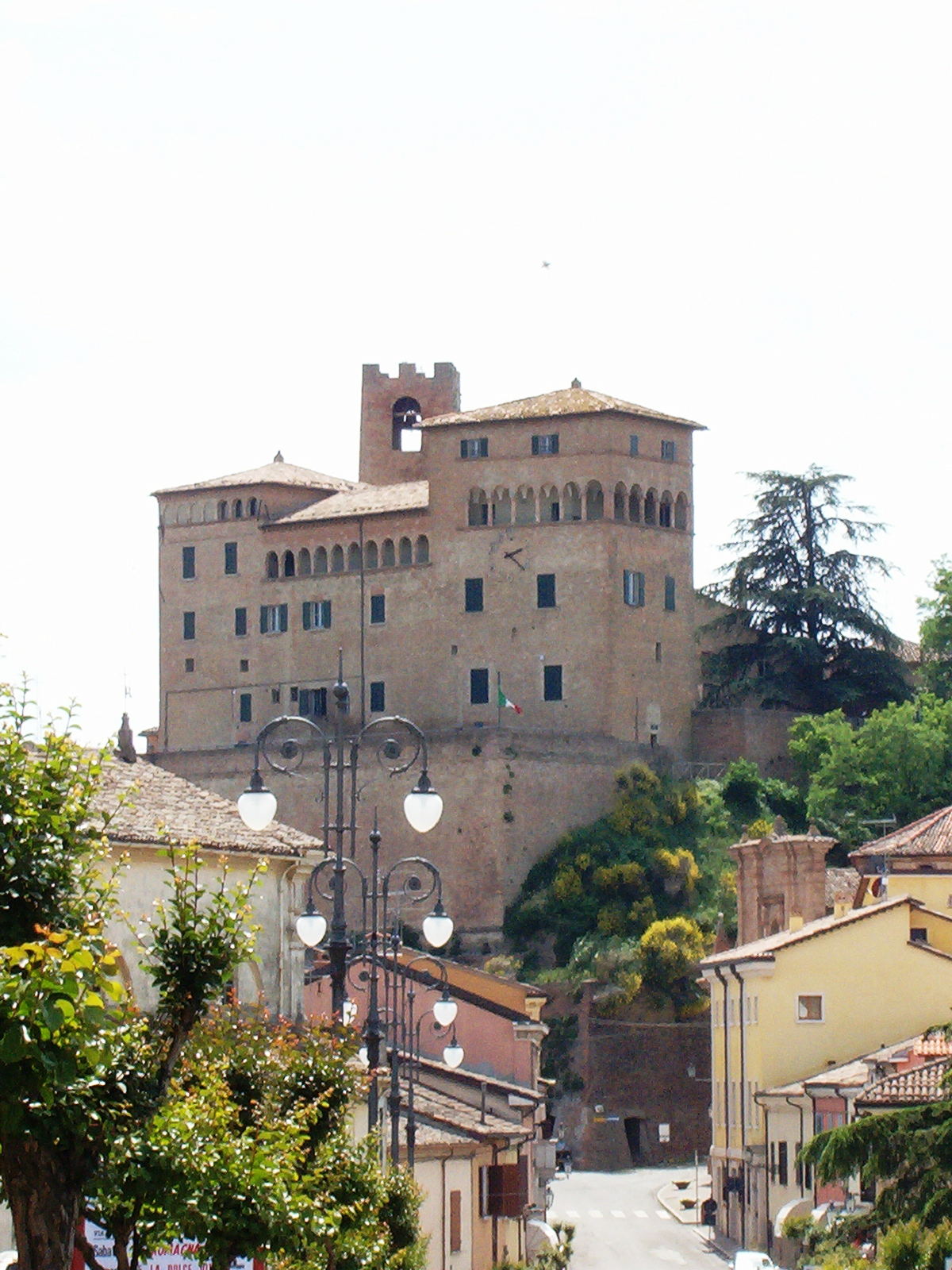
Veduta del Castello Malatestiano di Longiano che ospita la Fondazione Tito Balestra
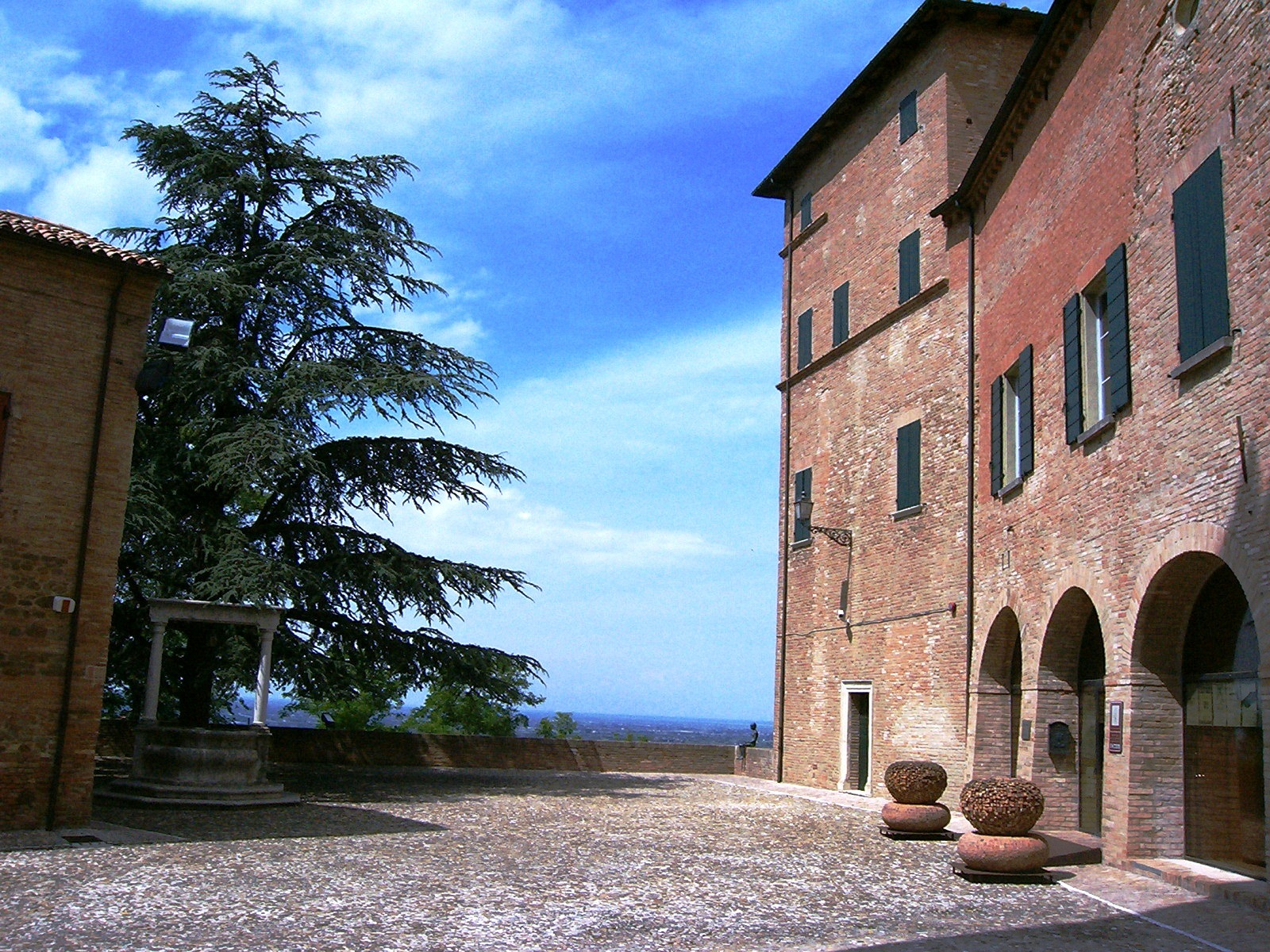
Corte del Castello Malatestiano di Longiano con Vasca di origine veneziana (periodo 1503-1506)
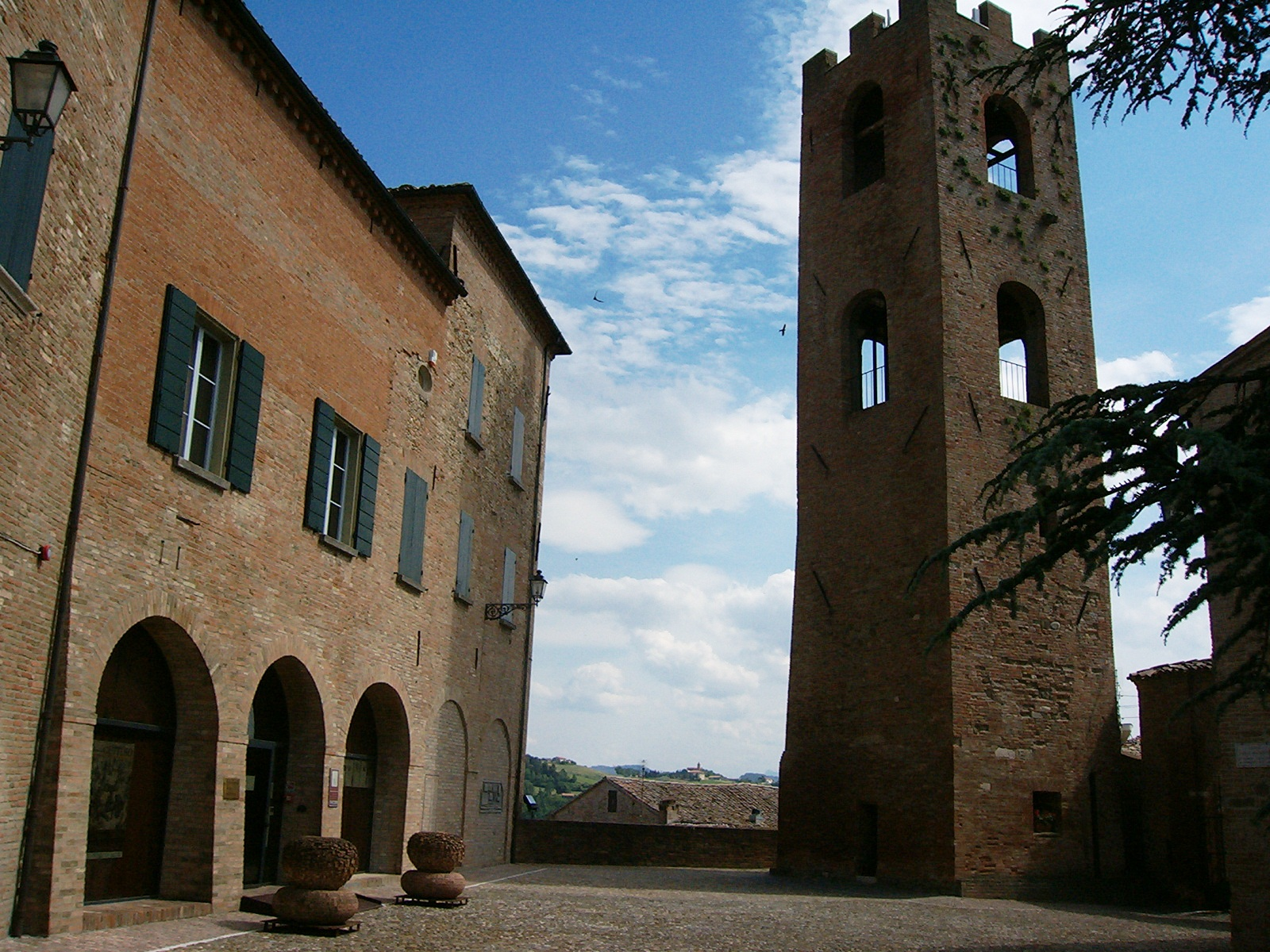
Corte del Castello Malatestiano di Longiano con Torre Campanaria
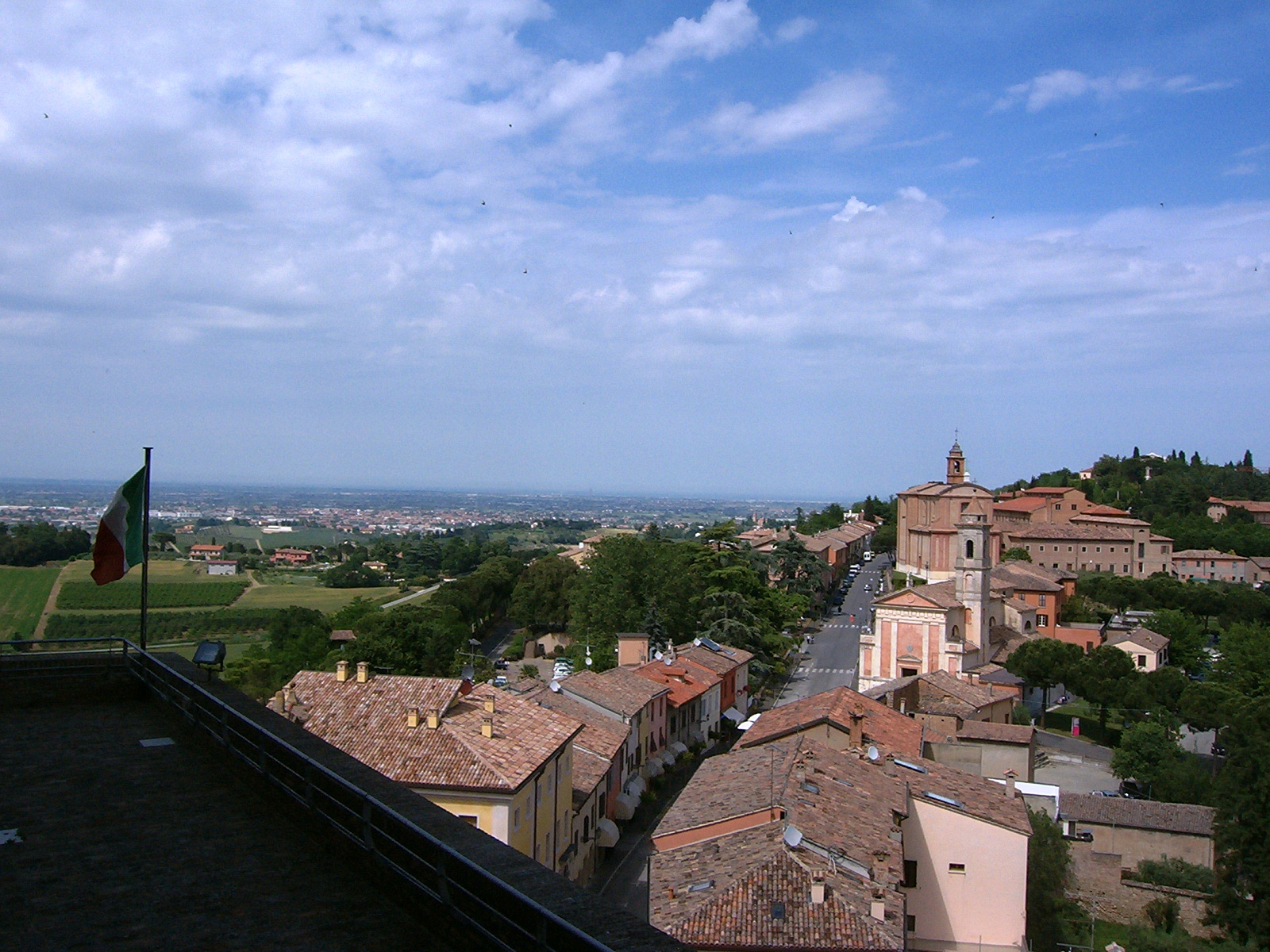
Panorama dal terrazzo del Castello Malatestiano (il paese di Longiano e la pianura romagnola)